# Ankan (Zimmermann)

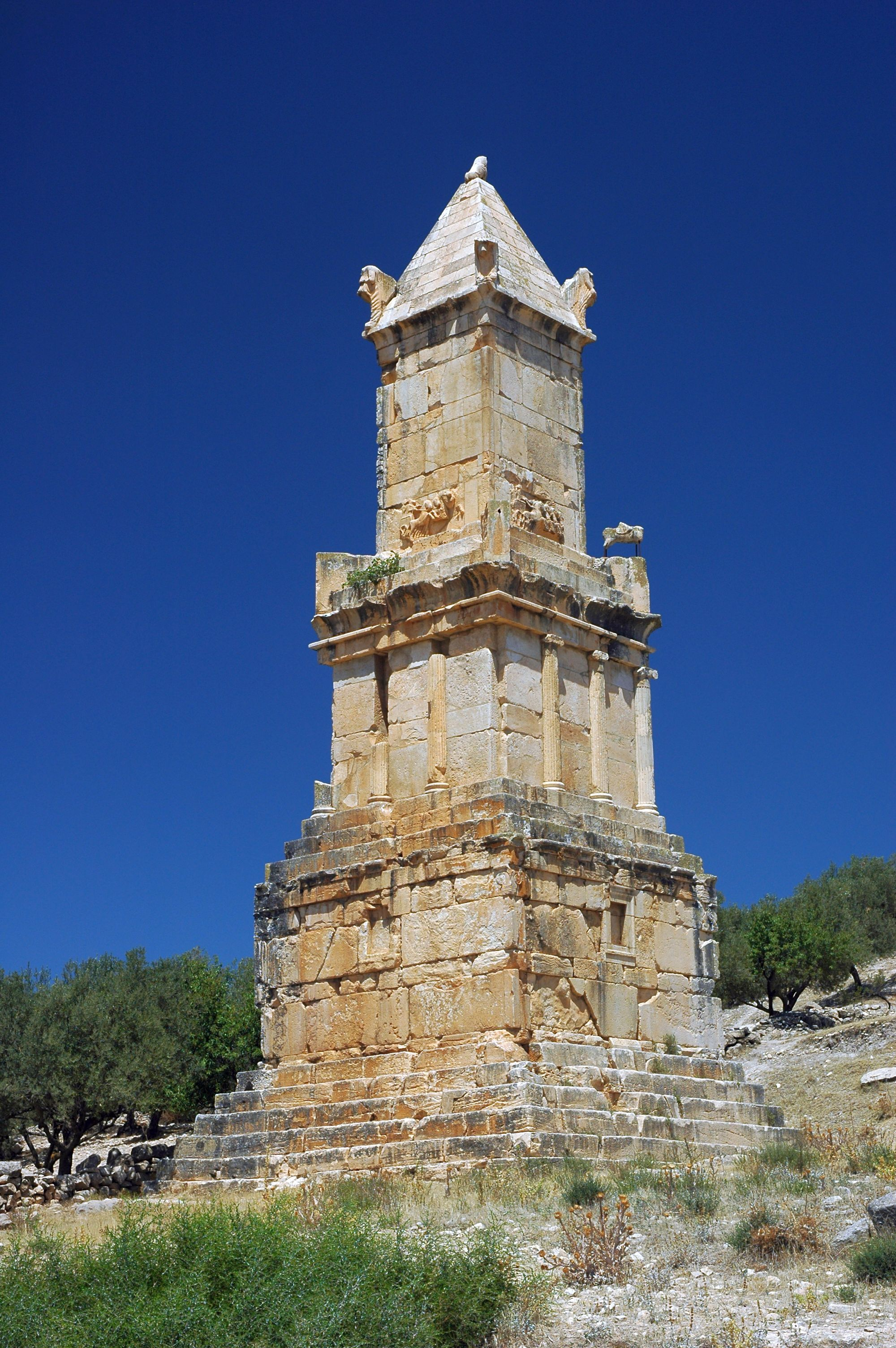
Das Grabmal im Jahr 2008

Ankan (numidisch 'NKN), Sohn des Aschai, war ein numidischer Zimmermann. Er war im 2. Jahrhundert v. Chr. in Thugga tätig.
Ankan ist neben mehreren anderen Künstlern und Handwerkern auf einer numidisch-punischen Bilingue erwähnt, die an einem Pfeilergrabmal in Thugga gefunden wurde. Auf der Bilingue sind des Weiteren Aṭban, wohl Architekt, die Steinmetze ʿAbdarisch, Zimer und Managai, ihre Assistenten Zazai, Tamôn und Warsakan, der Zimmermann Masidil sowie die Eisenhandwerker Schafot und Papai verzeichnet.